# Daniel Rono
Daniel Rono Kipkurgat (13 juli 1978) is een Keniaanse langeafstandsloper, die gespecialiseerd is in de marathon. Hij beëindigde meerdere malen op het podium bij grote internationale marathons.
Daniel Rono schreef in zijn atletiekcarrière verschillende grote marathons op zijn naam, zoals de marathon van Madrid (2005), de Waterfront Marathon in Toronto (2006) en de marathon van Mumbai (2006).
Begin 2008 was hij haas bij de marathon van Mumbai. Hij nam deel aan deze wedstrijd over 42,195 km om te zien hoe het hem vergaat bij warme omstandigheden met een hoge luchtvochtigheidsgraad om zo klaar te zijn voor het geval de marathon van Rotterdam warm zou zijn. Dit bleek echter niet nodig. Op zondag 13 april 2008 verbeterde hij in Rotterdam onder gunstige omstandigheden zijn persoonlijk record naar 2:06.58. Hij eindigde hiermee iets meer dan een minuut achter William Kipsang die de wedstrijd won in 2:05.49.

## Persoonlijke records
| Onderdeel      | Prestatie | Datum             | Plaats    |
| -------------- | --------- | ----------------- | --------- |
| 3.000 m        | 8.14,88   | 2 juni 2002       | Hengelo   |
| 10.000 m       | 28.30,3   | 19 juni 2004      | Nairobi   |
| halve marathon | 1:00.14   | 9 mei 2002        | Groningen |
| marathon       | 2:09.36   | 30 september 2007 | Toronto   |

## Palmares

### 5000 m
- 2002:  Second KAA Meeting in Nakuru - 14.04,6

### 10 km
- 1993:  Alsterlauf Hamburg - 29.37
- 1995:  Alsterlauf Hamburg - 30.18
- 2001:  Goudse Nationale Singelloop - 28.38
- 2001: 4e Dommelloop in Den Bosch - 28.52
- 2002:  Zwitserloot Dak Run in Groesbeek - 29.06
- 2002:  Stadloop in Appingedam - 29.23,9
- 2002: 4e Oelder Citylauf - 28.57
- 2003:  Mattoni Grand Prix in Praag - 28.32
- 2004: 4e Pasquetta in Gualtieri - 28.58
- 2004: 5e Memorial Peppe Greco in Scicli - 29.42

### 10 Eng. mijl
- 2002:  Zeebodemloop - 48.13

### halve marathon
- 1994:  halve marathon van Frankfurt - 1:03.43
- 1994: 5e halve marathon van Paderborn - 1:03.57
- 1995:  halve marathon van Altötting - 1:05.13
- 2001:  halve marathon van Maastricht - 1:05.15
- 2002:  halve marathon van Groningen - 1:00.14
- 2002:  halve marathon van Zwolle - 1:03.08
- 2003: 5e halve marathon van Milaan - 1:01.39
- 2003: 6e halve marathon van Lille (Rijsel) - 1:02.00
- 2003:  halve marathon van Saint Denis - 1:02.13
- 2004: 4e halve marathon van Berlijn - 1:01.26
- 2004:  halve marathon van Merano - 1:03.12,5
- 2004:  halve marathon van Turijn - 1:03.19
- 2005: 4e halve marathon van Praag - 1:02.49
- 2007: 8e halve marathon van Parijs - 1:02.10
- 2007: 17e halve marathon van Ras al-Khaimah -  1:03.07

### marathon
- 1995: 24e marathon van Istanboel - 2:36.17
- 2005:  marathon van Madrid - 2:12.29
- 2006:  marathon van Mumbai - 2:12.03
- 2006:  Toronto Waterfront Marathon - 2:10.15
- 2007:  marathon van Parijs - 2:10.28
- 2007:  Toronto Waterfront Marathon - 2:09.36
- 2008:  marathon van Rotterdam - 2:06.58
- 2008:  New York City Marathon - 2:11.22
- 2009:  Boston Marathon - 2:09.32
- 2009: DNS WK
- 2010: 7e marathon van Rotterdam - 2:09.49
- 2010:  Toronto Waterfront Marathon - 2:08.15
- 2011: 6e marathon van Ljubljana - 2:10.11
- 2012:  marathon van Marrakech - 2:09.50
- 2012: 5e marathon van Ottawa - 2:11.59,1
- 2012:  marathon van Turijn - 2:11.40
- 2013: 14e marathon van Chongqing - 2:20.11
- 2013:  Marathon van Peking - 2:07.20
- 2014:  marathon van Marrakech - 2:09.07
- 2014: 6e marathon van Seoel - 2:09.15
- 2015:  marathon van Buenos Aires - 2:14.09
- 2016: 9e marathon van Los Angeles - 2:20.40